# Helictotrichon blavii
Helictotrichon blavii är en gräsart som först beskrevs av Paul Friedrich August Ascherson och Victor von Janka, och fick sitt nu gällande namn av Charles Edward Hubbard. Helictotrichon blavii ingår i släktet Helictotrichon och familjen gräs. Inga underarter finns listade i Catalogue of Life.